# Neoschoenobia
Neoschoenobia là một chi bướm đêm thuộc họ Crambidae.

## Species
- Neoschoenobia caustodes (Meyrick, 1934)
- Neoschoenobia pandora (Meyrick, 1910)
- Neoschoenobia testacealis Hampson, 1900

## Former species
- Neoschoenobia decoloralis Hampson, 1919